# دوني براسكو
دوني براسكو (بالإنجليزية: Donnie Brasco)‏ هو فيلم جريمة ودراما أمريكي صدر سنة 1997. الفيلم من إخراج مايك نيويل وبطولة آل باتشينو وجوني ديب وأيضاً مايكل مادسن وجيمس روسو وآن هاش. الفيلم يعتمد على قصة حقيقة حدثت في نيويورك لإحدى عائلات المافيا.

## القصة
جوزيف بيستون عميل فيدرالي يسعي للاندساس بين رجال إحدي عصابات نيويورك ، فيصادق رجلاً من رجال العصابة يدعي ليفتي لكن بيستون يخبر ليفتي أنه يسمي دوني براسكو ، بعد ذلك يعرفه ليفتي علي رجال العصابة و ويبدأ براسكو\بيستون في العمل معهم. تنشأ علاقة صداقة وطيدة بين براسكو و ليفتي تكون السبب في تردده في إنهاء المهمة حينما يحين وقت انتهائها ، لأنه إذا خرج منها و أعلن حقيقة شخصيته للعصابة و أنه قد جمع الكثير من المستندات و الوقائع التي تثبت جرائهم ، فإن العصابة سيكون رد فعلها الأول هو إرداء ليفتي لأنه هو من جلب لهم براسكو 

## روابط خارجية
- دوني براسكو على موقع IMDb (الإنجليزية)
- دوني براسكو على موقع ميتاكريتيك (الإنجليزية)
- دوني براسكو على موقع الموسوعة البريطانية (الإنجليزية)
- دوني براسكو على موقع روتن توميتوز (الإنجليزية)
- دوني براسكو على موقع نتفليكس (الإنجليزية)
- دوني براسكو على موقع قاعدة بيانات الأفلام العربية
- دوني براسكو على موقع ألو سيني (الفرنسية)
- دوني براسكو على موقع Turner Classic Movies (الإنجليزية)
- دوني براسكو على موقع أول موفي (الإنجليزية)
- دوني براسكو على موقع بوكس أوفيس موجو (الإنجليزية)